# 大分連隊区
大分連隊区（おおいたれんたいく）は、大日本帝国陸軍の連隊区の一つ。前身は大分大隊区である。大分県の一部または同県全域の徴兵・召集等兵事事務を取り扱った。実務は大分連隊区司令部が執行した。熊本県・宮崎県の一部を管轄した時期もあった。1945年（昭和20年）、同域に大分地区司令部が設けられ、地域防衛体制を担任した。

## 沿革
1890年（明治23年）5月20日に、八代大隊区が廃止となり大分大隊区が設置され、「陸軍管区表」（明治23年5月20日勅令第82号）により大分県・熊本県の一部が管轄区域に定められた。第6師管第11旅管に属した。
1896年（明治29年）4月1日、大分大隊区は連隊区司令部条例（明治29年勅令第56号）によって連隊区に改組され、旅管が廃止となり第12師管に属した。
1903年（明治36年）2月14日、陸軍管区表が改正され、再び旅管が採用され連隊区は第12師管第12旅管に属し、管轄区域の変更が行われた。
日本陸軍の内地19個師団体制に対応するため陸軍管区表が改正（明治40年9月17日軍令陸第3号）となり、1907年10月1日、中津連隊区が新設され、管轄区域が変更された。
1925年（大正14年）4月6日、日本陸軍の第三次軍備整理に伴い陸軍管区表が改正（大正14年軍令陸第2号）され、同年5月1日、旅管は廃され再び第6師管の所属となり、中津連隊区が廃止され管轄区域を変更した。
1940年（昭和15年）8月1日、大分連隊区は西部軍管区熊本師管に属することとなった。
1941年（昭和16年）4月1日、管轄区域は大分県全域となった。
1945年には作戦と軍政の分離が進められ、軍管区・師管区に司令部が設けられたのに伴い、同年3月24日、連隊区の同域に地区司令部が設けられた。地区司令部の司令官以下要員は連隊区司令部人員の兼任である。同年4月1日、熊本師管は熊本師管区と改称された。

## 管轄区域の変遷
1890年5月20日、大分大隊区が設置され、管轄区域は次のとおり定められた。大分県区域は小倉大隊区から西国東郡・東国東郡・速見郡・大分郡を、宮崎大隊区から北海部郡・南海部郡・大野郡・直入郡を編入した。また、熊本県区域は熊本大隊区から編入した。
- 大分県

西国東郡・東国東郡・速見郡・大分郡・北海部郡・南海部郡・大野郡・直入郡
- 熊本県

山鹿郡・山本郡・菊池郡・合志郡・阿蘇郡
1896年4月1日、連隊区へ改組された際に管轄区域の変更はなかったが、郡制施行による郡の統廃合により陸軍管区表が改正（明治29年12月4日勅令第381号）され、1897年（明治30年）4月1日に熊本県区域の山鹿郡・山本郡を鹿本郡に、菊池郡・合志郡を菊池郡に変更した。
1903年2月14日、管轄区域が次のとおり変更された。宮崎県区域を宮崎連隊区から編入し、熊本県区域は鹿本郡・菊池郡を久留米連隊区へ、阿蘇郡を熊本連隊区へ移管した。
- 大分県

※変更なし
- 宮崎県

東臼杵郡・西臼杵郡
1907年10月1日、中津連隊区が新設されたことに伴い、大分県西国東郡・東国東郡・速見郡を中津連隊区へ移管し、管轄区域は次のとおりとなった。
- 大分県

北海部郡・南海部郡・大分郡・大野郡・直入郡
- 宮崎県

東臼杵郡・西臼杵郡
1913年（大正2年）7月4日、大分市を加えた。1915年（大正4年）9月13日、熊本県阿蘇郡を熊本連隊区から編入した。1920年（大正9年）8月10日、宮崎県児湯郡を都城連隊区から編入した。
1925年5月1日、陸軍管区表の改正により、管轄区域を次のとおり変更した。中津連隊区が廃止され、旧中津連隊区から大分県下毛郡・宇佐郡・西国東郡・東国東郡・速見郡・玖珠郡を編入し、宮崎県区域を都城連隊区へ、熊本県阿蘇郡を熊本連隊区へ移管した。また別府市を加えた。
- 大分県

大分市・別府市・大分郡・北海部郡・南海部郡・大野郡・直入郡・下毛郡・宇佐郡・西国東郡・東国東郡・速見郡・玖珠郡
1931年（昭和6年）1月1日、中津市を加えた。
1941年4月1日、管轄区域が変更され、久留米連隊区から日田郡を編入して大分県全域の管轄となった。その後、廃止されるまで変更はなかった。

## 連隊区司令官
| 代               | 氏名         | 階級           | 在任期間               | 出身校・期 | 前職                              | 後職                     | 備考             |
| ---------------- | ------------ | -------------- | ---------------------- | ---------- | --------------------------------- | ------------------------ | ---------------- |
| 大分大隊区司令   |              |                |                        |            |                                   |                          |                  |
| 心得             | 井上時義     | 砲兵大尉       | - 1891.9.1             |            |                                   | 砲兵第二方面大阪支署署員 |                  |
|                  | 原正忠       | 歩兵少佐       | 1891.9.1 -             |            | 歩兵第13連隊第1大隊長             |                          |                  |
|                  | 金田醇雄     | 歩兵少佐       | 1893.2.8 - 1896.4.1    |            | 陸地測量部事務官                  | 大分連隊区司令官         |                  |
| 大分連隊区司令官 |              |                |                        |            |                                   |                          |                  |
|                  | 金田醇雄     | 歩兵少佐       | 1896.4.1 - 1896.7.9    |            | 大分大隊区司令官                  | 死去                     |                  |
|                  | 森脇恆       | 歩兵中佐       | 1896.7.17 - 1896.8.4   | 山口県     | 第6師団司令部附                   | 休職                     |                  |
|                  | 安藤照       | 歩兵中佐       | 1896.8.4 - 1896.10.15  | 広島県     | 第6師団司令部附                   | 西部都督部副官           |                  |
|                  | 久芳光直     | 歩兵少佐       | 1896.11.5 - 1897.12.23 | 山口県     | 歩兵第7連隊附                     | 歩兵第23連隊第2大隊長    |                  |
|                  | 花坂圓       | 歩兵少佐       | 1897.12.23 - 1901.4.4  | 福井県     | 歩兵第23連隊第2大隊長             | 休職                     |                  |
|                  | 中川重之     | 歩兵少佐       | 1901.4.4 - 1901.11.1   | 陸士5期    | 歩兵第47連隊第1大隊長             | 後備役                   |                  |
|                  | 高村成存     | 歩兵少佐       | 1901.11.1 - 1909.4.2   |            | 歩兵第47連隊大隊長                | 後備役                   |                  |
|                  | 大石正之     | 歩兵少佐       | 1909.4.2 - 1912.3.9    |            | 歩兵第72連隊大隊長                | 歩兵第24連隊附           |                  |
|                  | 國司精造     | 歩兵中佐       | 1912.3.9 - 1913.8.22   |            | 歩兵第47連隊附                    | 歩兵第59連隊長           |                  |
|                  | 平山治久     | 歩兵中佐       | 1913.8.22 - 1914.8.10  | 陸士5期    | 歩兵第46連隊附                    | 歩兵第47連隊附           |                  |
|                  | 香椎秀一     | 歩兵中佐       | 1914.8.10 - 1915.9.21  | 陸士6期    | 歩兵第47連隊附                    | 歩兵第61連隊長           |                  |
|                  | 小木谷好之助 | 歩兵中佐       | 1915.9.21 - 1921.7.20  | 陸士4期    | 歩兵第32連隊附                    |                          |                  |
|                  | 生沼昭次     | 歩兵大佐       | 1921.7.20 - 1923.8.6   | 陸士9期    |                                   |                          |                  |
|                  | 安倍良夫     | 歩兵大佐       | 1923.8.6 - 1925.3.18   | 陸士11期   |                                   | 歩兵第67連隊長           |                  |
|                  | 宇都宮三千雄 | 歩兵中佐       | 1925.3.18 - 1928.8.10  | 陸士13期   | 歩兵第77連隊附                    |                          |                  |
|                  | 横澤高記     | 歩兵大佐       | 1928.8.10 - 1930.8.1   | 陸士15期   |                                   |                          |                  |
|                  | 小出治雄     | 歩兵中佐       | 1930.8.1 - 1932.4.11   | 陸士18期   | 歩兵第45連隊附 兼第七高等学校服務 | 歩兵第68連隊長           |                  |
|                  | 吉田長助     | 歩兵大佐       | 1932.4.11 -            | 陸士17期   |                                   |                          |                  |
|                  | 高良弼       | 歩兵大佐       | 1934.2.22 - 1935.12.2  | 陸士21期   |                                   | 歩兵第75連隊長           |                  |
|                  | 和泉市蔵     | 歩兵大佐       | 1935.12.2 - 1937.8.2   | 陸士18期   | 近衛師団司令部附 兼日本大学服務   | 予備役                   |                  |
|                  | 小池信太郎   | 歩兵大佐       | 1938.3.1 - 1940.8.1    | 陸士24期   |                                   |                          |                  |
|                  | 小原金裕     | 歩兵大佐       | 1940.8.1 - 1942        | 陸士23期   |                                   |                          |                  |
|                  | 城戸寛爾     | 歩兵大佐       | 1942.9.12 -            | 陸士24期   |                                   |                          |                  |
|                  | 武藤一彦     | 予備役陸軍中将 | 1945.3.31 -            | 陸士13期   |                                   |                          | 兼大分地区司令官 |
|                  | 安達久       | 少将           | 1945.10.18 -           | 陸士33期   | 第40軍参謀長                      |                          |                  |